# F-Spot
F-Spot ist eine freie Software zur Verwaltung von Fotos, die für den Gnome-Desktop entwickelt wurde. Das Programm ist unter der GNU GP-Lizenz veröffentlicht worden.
Das Programm gehörte zusammen mit Eye of GNOME ab der Version 10.04 zur Standardsoftware von Ubuntu und ersetzte hier die Bildbearbeitungssoftware GIMP.
Mit Ubuntu 10.10 wurde F-Spot dort durch Shotwell in der Standardinstallation ersetzt, wobei man F-Spot zunächst weiterhin nachinstallieren konnte.
In der Linux-Distribution Fedora gehörte es bis Version 13 zur Standardinstallation.

## Funktionen
F-Spot kombiniert die Benutzeroberfläche eines üblichen Bildbrowsers mit weiteren Funktionen wie dem Markieren von Bildern mit Stichworten, der Darstellung von Exif- und XMP-Informationen und Bildbearbeitung. Mit Hilfe von gPhoto können Fotografien von der Digitalkamera importiert werden. Auch das Brennen von Foto-CDs ist möglich. Das Programm stellt eine eigene Bibliothek zur Bildverwaltung bereit. Von dort können Fotos ins Internet hochgeladen werden, z. B. zu Flickr, Picasa-Webalben etc.

### Unterstützte Formate
Das Programm unterstützt übliche Bilddateiformate wie JPEG, PNG, TIFF, DNG und verschiedene herstellerspezifische RAW-Formate (CR2, PEF, ORF, SRF, CRW, MRW und RAF). Weiterhin werden GIF, SVG und PPM unterstützt. RAW-Dateien können derzeit noch nicht mit F-Spot bearbeitet werden.

### Bildbearbeitung
Möglich ist das Beschneiden oder das Drehen von Bildern, die Entfernung von roten Augen und Farbbalance, sowie Helligkeits- und Weißabgleich, Farbschattierung sowie Sättigungs- und Kontrastanpassung.

## Technik
F-Spot wurde in der Programmiersprache C# und unter Benutzung des Mono-Frameworks geschrieben. Ettore Perazzoli begann mit der Programmierung von F-Spot, danach leitete Larry Ewing das Projekt.